# Echiniscus ollantaytamboensis
Echiniscus ollantaytamboensis är en djurart som tillhör fylumet trögkrypare, och som beskrevs av Nickel, Miller och Nigel J. Marley 2002. Echiniscus ollantaytamboensis ingår i släktet Echiniscus och familjen Echiniscidae. Inga underarter finns listade i Catalogue of Life.